# Scor final (film din 2001)
The Score este un film american din 2001 despre jafuri, regizat de Frank Oz, cu Robert De Niro, Edward Norton, Angela Bassett și Marlon Brando în rolurile principale, în ultimul său rol cinematografic. A fost singura dată când Brando și De Niro au apărut împreună pe ecran. Scenariul a fost bazat pe o poveste de Daniel E. Taylor și Kario Salem .

## Rezumat
După ce aproape a fost prins în timpul unui jaf, maestrul spargător de seifuri Nick Wells se gândește să se retragă pentru a locui cu prietena sa, Diane, și să-și conducă clubul de jazz din Montreal ca un om de afaceri legitim. El refuză o altă slujbă de la gardul său, Max, și este abordat de creierul postului, Jack Teller, un coleg hoț ambițios. Nick îl trimite pe asociatul său Burt să-l intimideze pe Jack și să-l convingă să plece din oraș, dar Jack câștigă controlul și ajunge la casa lui Nick pentru a-l face să se răzgândească. Nick este de acord să se alăture jafului în schimbul controlului total asupra operațiunii și negociază o reducere de 6 milioane de dolari de la Max.
Ținta lor este un sceptru regal introdus ilegal în Canada, dar descoperit de vamă, depozitat acum în subsolul ultra-sigur al Vamii din Montréal . Jack s-a infiltrat în Vamă dându-se drept un om de serviciu cu probleme mintale, iar Nick găsește acces la subsol prin canalele de dedesubt. Diane, dezamăgită că Nick și-a asumat acest deziderat final, reconsideră viitorul lor împreună.
Nick îl recrutează pe Steven, un hacker asociat, care intră prin efracție în sistemul companiei de securitate Customs House pentru a obține coduri de bypass, dar este prins de un administrator de sistem care cere 50.000 de dolari pentru informații. Administratorul aranjează o întâlnire într-un parc public, aducându-și vărul pentru protecție; tensiunile apar când vărul și Jack dezvăluie că au adus fiecare câte o armă, spre nemulțumirea lui Nick, dar schimbul de replici are loc.
După ce vede un butoi de bere sub presiune explodând pe stradă, Nick pune la cale un plan pentru a demonta seiful impenetrabil al Vamei. El îl frustrează pe Jack îndemnându-l la răbdare și refuzând să-l lase să ia parte la predarea lui Max, în ciuda insistențelor lui Jack. Sfatat de Burt că slujba ar putea fi prea riscantă, Nick îl confruntă pe Max, care mărturisește că este profund îndatorat unui șef mafiot, dar vinde în secret sceptrul pentru 30 de milioane de dolari. Max îl imploră să termine treaba, iar Nick acceptă cu reticență.
Paza adaugă camere de televiziune cu circuit închis și detectoare cu infraroșu suplimentare la subsol după ce își dă seama de adevărata valoare a sceptrului ca comoară națională franceză, forțându-i pe hoți să-și avanseze programul. Jack sosește pentru tura lui de noapte — cu arma ascunsă într-un radio portabil — în timp ce Nick intră prin efracție în subsol prin tunelurile de canalizare. Burt, dându-se drept șofer de camion de gunoi, livrează componente de calculator pe care Jack le folosește pentru a ocoli sistemul de securitate. Jack oprește camerele când Nick intră în depozit, dar un coleg de serviciu dă peste Jack, care îl încuie într-un dulap sub amenințarea armei.
Ocolind senzorii infraroșii, Nick umple seiful cu apă din sistemul de aspersoare din subsol și introduce o încărcătură de adâncime, suflând ușa. El împachetează sceptrul într-o geantă de transport, dar este ținut sub amenințarea armei de Jack, care îl obligă să-i predea geanta. Conform aranjamentelor lui Jack, camerele și alarmele se pornesc din nou, alertând securitatea și forțându-l pe Nick să scape înapoi prin canalizare; Jack se întoarce la etaj, ascunzând valiza în uniformă și strecurându-se pe lângă polițiști când sosesc.
Ajuns la o stație de autobuz pentru a fugi din oraș, Jack îl sună pe Nick ca să se bucure, dar Nick dezvăluie că a anticipat trădarea sa: plănuise deja un traseu prin canale pentru a evita urmărirea, iar Jack deschide valiza pentru a descoperi o momeală de fier vechi; Nick încă are adevăratul sceptru. Ignorând amenințările lui Jack cu răzbunarea, Nick îl sfătuiește să fugă, deoarece „toți polițiștii din oraș” îl vor căuta acum. Mai târziu, Max zâmbește în timp ce urmărește o emisiune de știri care relatează o vânătoare masivă de oameni pentru a-l găsi pe Jack, principalul suspect, al cărui complice „a dispărut fără urmă”, în timp ce Nick se reunește cu Diane pe Aeroportul Internațional Montréal-Mirabel .

## Distribuție
- Robert De Niro ca Nick Wells
- Edward Norton ca Jack Teller
- Marlon Brando ca Max
- Angela Bassett ca Diane
- Gary Farmer⁠(d) ca Burt
- Jamie Harrold ca Steven
- Paul Soles⁠(d) ca Danny
- Serge Houde⁠(d) ca Laurent
- Martin Drainville⁠(d) ca Jean-Claude
- Richard Waugh⁠(d) ca Sapperstein
- Mark Camacho⁠(d) ca Sapperstein's Cousin

## Producție
În timpul producției, Brando s-a certat în repetate rânduri cu Oz și l-a numit „ Miss Piggy ”, Muppet-ul pe care Oz l-a interpretat între 1976 și 2001. Comportamentul excentric al lui Brando pe platourile de filmare a inclus interpretarea unor scene în lenjerie intimă și refuzul categoric de a fi regizat de Oz uneori, colegul său de platou, De Niro, preluând instrucțiunile, iar Oz dând instrucțiuni prin intermediul unui regizor asistent, o acuzație pe care Oz a confirmat-o. „A fost o scenă — două zile de filmări — când Marlon era prea supărat pe mine ca să mai joace cât timp eram pe platourile de filmare”, a declarat Oz. „Am urmărit de afară, cu un monitor, iar Bob a fost foarte bun și a acționat ca mediator între noi.”
Scenaristul Scott Marshall Smith s-a alăturat echipei târziu și a primit creditul de scenarist.
Oz a minimalizat conflictul după lansarea filmului, luând act în mod neexprimat de tensiunea raportată dintre el și Brando pe platourile de filmare din Montreal:
 
Mai târziu, Oz s-a învinovățit pentru tensiune și a invocat tendința sa de a fi conflictual, mai degrabă decât protector, ca răspuns la stilul actoricesc al lui Brando.

## Lansare pe DVD si VHS
Filmul a fost lansat pe VHS și DVD pe 11 decembrie 2001.

## Recepție

### Box office
În weekendul de deschidere, filmul a avut premiera pe locul 2 în box office-ul american, încasând 19 milioane de dolari, după Blonda de la drept. După lansarea sa din 13 iulie 2001, filmul cu încasări de 68 de milioane de dolari a obținut încasări interne brute de 71.107.711 dolari. Împreună cu încasările internaționale, totalul mondial este de 113.579.918 dolari.

### Răspuns critic
Pe Rotten Tomatoes, filmul are o rată de aprobare de 74%, bazată pe 129 de recenzii, cu o notă medie de 6,5/10. Consensul criticilor de pe site este: „Deși filmul pășește pe un teren familiar în genul jaf/aventură, De Niro, Norton și Brando îl fac să merite vizionat.” Pe Metacritic, filmul are un scor mediu ponderat de 71 din 100, bazat pe 29 de critici, indicând „recenzii în general favorabile”. Publicul chestionat de CinemaScore i-a acordat filmului o notă medie de „B” pe o scară de la A+ la F.
Roger Ebert de la Chicago Sun-Times i-a acordat trei și jumătate din patru, numindu-l „cel mai bun film despre jafuri din ultimii ani”.
Peter Travers, critic de film pentru Rolling Stone, a subliniat că atunci când „doi Don Corleone fac echipă”, se aștepta la „genul de film care îi face pe oameni să spună: «Aș plăti să-i văd pe acești tipi citind pur și simplu din cartea de telefon»”. Totuși, a concluzionat el: „Nu există nimic previzibil în acest film, inclusiv finalul surpriză. Repede, cineva să ia o carte de telefon.”

### Premii
Angela Bassett a câștigat un premiu NAACP Image pentru cea mai bună actriță în rol secundar într-un film pentru interpretarea prietenei lui Nick, Diane. 